# آران‌ای کوچک هستکی

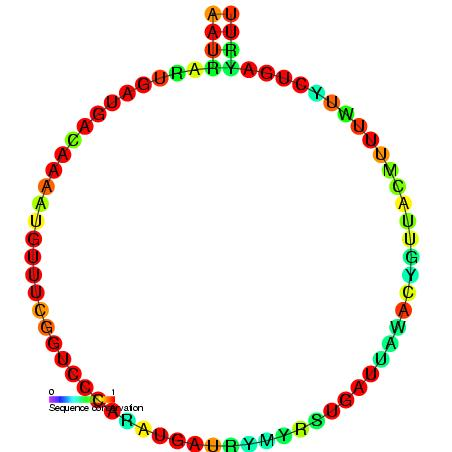
آران‌ای کوچک هستکی

در زیست‌شناسی مولکولی، آراِن‌اِی‌های کوچک هستکی (snoRNAs) دسته‌ای از مولکول‌های آراِن‌اِی کوچک هستند که عمدتاً تغییرات شیمیایی سایر آراِن‌اِی‌ها، به‌ویژه آراِن‌اِی‌های ریبوزومی، آراِن‌اِی‌های حامل و آراِن‌اِی‌های کوچک هسته‌ای را هدایت می‌کنند. دو دستهٔ اصلی از آراِن‌اِی‌های کوچک هستکی وجود دارد، آراِن‌اِی‌های کوچک هستکی جعبهٔ C/D که با متیلاسیون مرتبط هستند و آراِن‌اِی‌های کوچک هستکی جعبهٔ H/ACA که با سودویوریدیلاسیون مرتبط هستند. آراِن‌اِی‌های کوچک هستکی معمولاً به‌عنوان آراِن‌اِی‌های راهنما شناخته می‌شوند، اما نباید با آراِن‌اِی‌های راهنما که ویرایش آران‌ای را در تریپانوزوم‌ها هدایت می‌کنند یا با آراِن‌اِی‌های راهنما (gRNA) که توسط Cas9 برای ویرایش ژن کریسپر استفاده می‌شود، اشتباه گرفته شوند.